# Pomnik Kazimierza Deyny w Warszawie
Pomnik Kazimierza Deyny – monument upamiętniający Kazimierza Deynę, znajdujący się przy ul. Łazienkowskiej w Warszawie.

## Opis
Pomnik powstał z inicjatywy kibiców Legii Warszawa, którzy przy wsparciu działaczy klubu i byłych piłkarzy utworzyli Komitet Budowy Pomnika Kazimierza Deyny. Przeprowadzili również zbiórkę pieniędzy na ten cel. Na ogłoszony dwuetapowy konkurs nadesłano 20 prac, z których jury wskazało dwie. Zwycięski projekt został wybrany przez kibiców Legii w głosowaniu internetowym.
Odlana z brązu rzeźba autorstwa Tomasza Radziewicza przedstawia Deynę w dynamicznej pozie, robiącego zwód z piłką przy nodze. Piłkarz w koszulce Legii z numerem „10” na plecach biegnie na ugiętych nogach, balansując ciałem i machając rękami. 2,2-metrowa rzeźba została ustawiona przy ul. Łazienkowskiej przed wejściem na trybuny Stadionu Wojska Polskiego (od strony ul. Czerniakowskiej) na niskim, półmetrowym cokole obłożonym szarym granitem. Na froncie cokołu wykuto jedno słowo – „Deyna”.
Monument został odsłonięty 6 czerwca 2012, przed mistrzostwami Europy w piłce nożnej, przez Mariolę Deynę, wdowę po Kazimierzu Deynie. Jest pierwszym pomnikiem upamiętniającym jakiegokolwiek polskiego piłkarza.
W czasie remontu w 2019 okalające cokół uszkodzone szklane płyty zostały wymienione na granitowe.